# 283
283 (CCLXXXIII na numeração romana) foi um ano comum do século IV do Calendário Juliano, da Era de Cristo, teve início a uma segunda-feira  e terminou também a uma segunda-feira, a sua letra dominical foi G (52 semanas)
| Ano completo                         |
| ------------------------------------ |
| Ano comum com início à segunda-feira |

## Acontecimentos
- 17 de Dezembro - O Papa Caio sucede ao Papa Eutiquiano
- Dezembro - Numeriano é proclamado Imperador romano pelos seus soldados.
- Caro conquista Ctesifonte, capital do Reino persa.
- Carino sucede a seu pai, Caro, como imperador romano

## Nascimentos
- Lúcia de Siracusa, santa Cristã.

## Mortes
- 7 de Dezembro - Papa Eutiquiano
- Caro, Imperador romano